# Plagionotulus victoriensis
Plagionotulus victoriensis är en skalbaggsart som beskrevs av Karl Adlbauer 1999. Plagionotulus victoriensis ingår i släktet Plagionotulus och familjen långhorningar.
Artens utbredningsområde är Rwanda. Inga underarter finns listade i Catalogue of Life.